# أديلا نورييغا
أديلا أماليا نورييغا مينديث (بالإسبانية: Adela Amalia Noriega Méndez؛ وُلدت في 24 أكتوبر 1969) هي ممثلة مكسيكية معتزلة. برزت في الثمانينيات من خلال بطولتها في مسلسلات مكسيكية موجهة للمراهقين من نوع "الانتقال إلى مرحلة النضج"، مثل كوينسيانييرا (1987–1988) ودولتشي ديسافيو (1988–1989).
من أبرز أعمالها أيضًا: ماريا بونيطا (1995–1996)، ماريا إيسابيل (1997–1998)، امتياز الحب (1998–1999)، النبع (2001–2002)، حب حقيقي (2003)، ونار في القلب (2008). وقد قادها نجاحها كبطلة أولى إلى أن تُعدّ واحدة من "ملكات" هذا النوع الدرامي.

## النشأة
وُلدت أديلا أماليا نورييغا مينديث في 24 أكتوبر 1969 في مدينة مكسيكو، المكسيك. تُوفي والدها عندما كانت في بداية سن المراهقة، ثم فقدت والدتها في عام 1995 بعد صراع مع مرض السرطان. لديها شقيقان: أخت أكبر تُدعى رينا، وأخ أصغر يُدعى أليخاندرو.

## المسيرة الفنية
كان حضور أديلا نورييغا على شاشة التلفاز لافتًا وقويًا، لكنها لم تتخلَ عن المسرح، إذ شاركت في إحدى المسرحيات إلى جانب بيدرو فيرنانديز. وفي عام 1987، حظيت بأهم أدوارها المهنية من خلال مشاركتها في بطولة مسلسل ياسينيا. وبعد فترة وجيزة، مثلت في مسلسل Quinceañera إلى جانب تاليا، ثم انتقلت إلى الولايات المتحدة لتؤدي دور البطولة في مسلسل غوادالوبي إلى جانب إدواردو يانيز. وفي عام 1995، سافرت إلى كولومبيا لتؤدي دور البطولة في مسلسل ماريا بونيتا.
عادت نورييغا إلى المكسيك عام 1997، حيث أبرمت عقدًا مع شبكة "تيليفيزا" لمدة ست سنوات، تضمن بطولتها لخمسة مسلسلات بارزة: ماريا إيزابيل، الامتياز أن نحب، الينبوع، الحب الحقيقي، والزوجة العذراء. وقد نالت عن دورها في ماريا إيزابيل جائزة أفضل ممثلة في مهرجان TVyNovelas لعام 1997. وفي عام 1998، جسدت شخصية كريستينا في مسلسل الامتياز أن نحب، ثم أدت أدوارًا في مسلسلي الينبوع (2001) والحب الحقيقي (2003)، حيث جسدت شخصية ماتيلدي في إنتاج ضخم لكارلا إسترادا، إلى جانب فرناندو كولونغا، ماوريسيو إسلاس، وإلينا روخو.
في عام 2005، لعبت دور فيرجينيا في مسلسل الزوجة العذراء إلى جانب خورخي ساليناس وسيرخيو سنديل، من إنتاج سلفادور ميخيا. وفي عام 2008، شاركت في بطولة المسلسل المكسيكي حريق في الدم إلى جانب إدواردو يانيز، وهو النسخة المحلية من المسلسل الكولومبي الناجح آلام خفية.

## أعمالها الفنية
- 1984: ¡¡Cachún cachún ra ra!!
- 1984: Principessa
- 1985: Juana Iris
- 1986: Yesenia
- 1987: Quinceañera
- 1989: Dulce desafío
- 1993: غوادلوبي (مسلسل)
- 1995: María Bonita
- 1997: María Isabel
- 1998: El privilegio de amar
- 2001: El Manantial
- 2003: Amor real (الحب الحقيقي)
- 2005: La esposa virgen
- 2008: Fuego en la sangre

## وصلات خارجية
- أديلا نورييغا على موقع IMDb (الإنجليزية)
- أديلا نورييغا على موقع ألو سيني (الفرنسية)
- أديلا نورييغا على موقع قاعدة بيانات الفيلم (الإنجليزية)
- أديلا نورييغا على موقع كينوبويسك (الروسية)
- أديلا نورييغا في قاعدة الأفلام
- Adela Noriega/ الموقع الرسمي